# Archeros de Borgoña
Los Archeros de Borgoña, Guardia borgoñona, Guardia Noble de los Archeros de Borgoña o Guardia de la cuchilla eran una unidad armada procedente de la Guardia de arqueros de Borgoña, introducida en España por Felipe el Hermoso, cuyos componentes prestaban servicio a pie en el interior de las estancias reales y a caballo en el exterior. 

## Historia
Durante todo el periodo de los Austrias, prestaron sus servicios junto al resto de unidades de las Tropas de Casa Real. 
En el servicio a pie vestían jubones y gregüescos acuchillados de colores amarillo y rojo, calzas amarillas, parlota negra, capotillo de igual forma y colorido que los alabarderos de la Guardia Española y zapatos negros con grandes lazos rojos. La guardia estaba formada única y exclusivamente por hombres procedentes de los territorios de la casa de Borgoña: flamencos, valones o borgoñones.
Se trataba en principio de una guardia a caballo que podía escoltar a las personas reales a pie, en caso de que estas se hallasen en villas o ciudades. En tiempos de Felipe el Hermoso iban armados con arcos, pero a partir de Carlos V, pasaron a servir con lanzas a caballo, y a pie, con gujas o cuchillas, arma de asta con una moharra o hierro grande en forma de gran cuchillo, que en el siglo XVII pasó a denominarse archa.
Se les incluía en los guardias imperiales.
Con la reorganización de las Tropas de Casa Real llevada a cabo por Felipe V, esta unidad desapareció.